# أنخيل فرنانديز
أنخيل فرنانديز (بالإسبانية: Ángel Luis Fernández Serrano)‏ (26 فبراير 1970 بورتولانو إسبانيا - ) هو لاعب كرة قدم إسباني، يلعب كلاعب وسط، لعب 292 مباراة وسجل 12 هدف.

## مسيرته

### مسيرته مع المنتخبات الوطنية
- 1991 - 1991 لعب مع منتخب إسبانيا تحت 23 سنة لكرة القدم 3 مباريات.

### مسيرته مع الأندية
- 1987 - 1991 لعب مع نادي أوسبيتاليت 44 مباراة.
- 1991 - 1994 لعب مع إسبانيول 65 مباراة.
- 1994 - 1995 لعب مع ريال مايوركا 36 مباراة سجل خلالها 7 أهداف.
- 1995 - 1996 لعب مع نادي مريدا 27 مباراة سجل خلالها هدف.
- 1995 - 1996 لعب مع نادي ماردة [الإنجليزية]‏ 27 مباراة سجل خلالها هدف.
- 1996 - 1997 لعب مع نادي لاردة 21 مباراة سجل خلالها هدف.
- 1997 - 1999 لعب مع نادي فياريال 36 مباراة سجل خلالها هدف.
- 1999 - 2000 لعب مع لوغرونيس 10 مباريات.
- 2003 - 2003 لعب مع CF Vilanova [الإنجليزية]‏ 6 مباريات.
- 2003 - 2004 لعب مع نادي سان أندرو 17 مباراة سجل خلالها هدف.

## روابط خارجية
- أنخيل فرنانديز على موقع قاعدة بيانات كرة القدم.إي يو (الإنجليزية)
- أنخيل فرنانديز على موقع عالم كرة القدم.نت (الإنجليزية)